# Welt in Angst
Welt in Angst (Originaltitel: State of Fear) ist der Titel eines fiktionalen Romans von Michael Crichton aus dem Jahr 2004. Der Roman befasst sich mit der angeblichen Instrumentalisierung der Klimaforschung für politische und wirtschaftliche Interessen. Das Werk gilt als bedeutende klimaskeptische Polemik, die durch die Angabe von Fußnoten und Quellennachweisen den Anschein wissenschaftlicher Objektivität erweckt.

## Inhalt
George Morton ist ein amerikanischer Millionär, der mit seinem Geld Umweltorganisationen unterstützt. Als er bei einem Autounfall verunglückt, möchten Umweltaktivisten überraschend schnell sein Erbe antreten. Georges Anwalt und guter Freund Peter Evans macht sich auf die Spur der verschwundenen Millionen. Begleitet vom geheimnisvollen Agenten John Kenner, stellt Peter fest, in welche dubiosen Projekte Georges Unterstützung geflossen ist, und wird gezwungen, seinen eigenen Standpunkt komplett neu zu überdenken.

## Rezeption
Der Roman kritisiert eine ideologisierte Wissenschaft. In der Wissenschaft werden diese Thesen abgelehnt. Zwar seien die vorgebrachten Argumente auf den ersten Blick plausibel, tatsächlich seien sie jedoch Scheinargumente, die einer wissenschaftlichen Überprüfung nicht standhielten. Oft seien sie auch einfach nur falsch. Tatsächlich zeige die Lektüre deutlich, dass Crichton auf gängige Pseudoargumente von Klimaskeptikern hereingefallen sei. Einige Wissenschaftler (mitunter auch einige von Crichton zitierte) und Umweltschützer werfen ihm zudem ein Missverständnis von Fakten, bestenfalls eine Fehlinterpretation seiner von ihm zitierten Quellen, massive Fehlinformationen und die Leugnung der anthropogenen Ursachen der Klimaerwärmung vor.
Auch die scheinbar noch gesteigerte Aktualität des Themas durch das sich kurz nach Erscheinen des Romans ereignende Seebeben in Südasien, das jedoch von keinem Wissenschaftler auf die globale Erwärmung zurückgeführt wurde, trug zur Aufmerksamkeit bei. Obwohl es ein fiktionales Werk ist, wurde es von der Ölindustrie-nahen American Association of Petrol Geologists mit einem Journalismus-Preis ausgezeichnet.
Robert May, ein Physiker und Biologe, der von 2000 bis 2005 Präsident der Royal Society war, schrieb:

„Crichton is a great airport book writer, but he is now afflicted with delusions of grandeur. […] This book is presented not just as a thriller but as something really important. In fact, it is total rubbish, yet it has been used by Crichton as a huge pulpit from which he can spout his views, even though they are nonsense.“

„Crichton ist ein großartiger Autor für Flughafenbuchhandlungen, aber nun leidet er an Größenwahn. […] Das Buch gibt sich nicht nur als Thriller, sondern als etwas wirklich wichtiges. Tatsächlich aber ist es totaler Müll, und doch nutzt Crichton es als hohe Kanzel, von der er seine Ansichten predigen kann, selbst wenn sie Unsinn sind.“